# Cricotopus seiryuabeus
Cricotopus seiryuabeus är en tvåvingeart som beskrevs av Sasa, Suzuki och Sakai 1998. Cricotopus seiryuabeus ingår i släktet Cricotopus och familjen fjädermyggor. Inga underarter finns listade i Catalogue of Life.